# El Camp de les Lloses
El Camp de les Lloses fou una població romana situada al terme de l'actual municipi de Tona (Osona), establerta entre el segle ii aC i el segle i aC, declarada bé cultural d'interès nacional.

## Situació geogràfica
El jaciment del Camp de les Lloses està situat en el nucli urbà de Tona (Osona), en una zona plana als peus del turó del Castell, en el que ha estat sempre una cruïlla de camins. En l'extrem septentrional del jaciment, s'aixequen els anomenats pisos Roquet i també els vestigis de l'antiga rectoria vella, construïda el 1577 i que fou cremada el 1936.

## Història del jaciment
La història de les excavacions al jaciment es remunten a l'any 1915 quan, de manera fortuïta, es localitza l'estela ibèrica de Tona, més tard el 1944, arran d'uns aiguats, es va documentar un primer nivell d'ocupació amb estructures d'època ibèrica; i un possible segon nivell amb restes d'enterraments d'inhumació amb lloses, situat cronològicament vers els segles VI i VII aC. Treballs realitzats per Felip Vall. A principis dels anys 90, s'identifiquen gran quantitat d'estructures en tot el camp i, ja el 1995, s'atorga la categoria de BCIN (Bé Cultural d'Interès Nacional) al jaciment. Des d'aquest moment fins a l'any 2006, es realitzen regularment campanyes arqueològiques i de musealització de les restes aparegudes.

### El centre d'interpretació
El juliol del 2006, s'inaugura el Centre d'Interpretació del Camp de les Lloses, element de consolidació d'un projecte de llarg recorregut que l'any 2008 va obtenir l'1% cultural del Ministeri de Foment d'Espanya.
Al centre d'interpretació, s'hi exposa el fons arqueològic procedent del jaciment i s'explica el modus vivendi dels pobladors del Camp de les Lloses. Forma part de la Xarxa de Museus Locals de la Diputació de Barcelona.

## Estructures
Pel que fa a aspectes urbanístics i arquitectònics, totes les estructures s'organitzen segons un entramat quadricular estructurat a partir de dos eixos perpendiculars entre si, i orientats nord-sud i est-oest. A nivell arquitectònic, s'han identificat diversos edificis annexos els uns als altres amb funcions específiques.
Les construccions exhumades ens permeten diferenciar diversos hàbitats adossats. Distingim l'edifici A, compartimentat per diferents estances on es practicaven distintes funcions de caràcter domèstic i artesanal. A l'edifici A, tant per la seva banda est com per l'oest, se li adossen diverses estructures murals que donen lloc a noves habitacions. A l'oest, les excavacions han posat al descobert un gran àmbit de planta rectangular. Al nord d'aquest, s'ha identificat un espai obert comunitari o pati. A l'est de l'edifici A, hi ha una nova construcció (edifici B), gairebé simètrica a l'edifici A, i que presenta mesures i divisions internes similars. Aquest edifici annex és de planta rectangular i les habitacions presenten una planta igualment rectangular. Els diferents àmbits es relacionen fonamentalment amb estances on es practiquen activitats de caràcter domèstic (rebost, llars de foc, filatura, molta, etc.), si bé la documentació revela diversos aspectes relacionats amb el món de les creences i rituals religiosos. Davant l'edifici A, s'ha documentat una tercera construcció que anomenem edifici C, de característiques singulars, ja que la coberta seria de tegulae. El parament de les estructures murals és molt diferent al dels edificis A i B, i les mides de les habitacions són més grans. Aquest edifici es troba just davant de l'àmbit 19 de l'edifici A. Presenta planta rectangular i l'orientació dels murs és a partir de dos eixos perpendiculars entre si, orientats nord-sud i est-oest, si bé les estructures estan lleugerament desplaçades en direcció nord-oest i sud-est. L'edifici C està compartimentat en 4 àmbits, tots aquests de planta rectangular. En aquestes estances, s'han documentat activitats de caràcter domèstic (llars de foc, cuina, filatura, emmagatzematge, etc.) i de caràcter artesanal, relacionades també amb el treball metal·lúrgic. Es tracta d'una construcció cronològicament posterior als edificis A i B, i la darrera fase d'ocupació es data en el primer quart del segle I dC.
Les troballes de material ceràmic combinen vaixella fina de taula, ceràmica comuna i contenidors amfòrics, tant d'importació com de fabricació indígena, a més de les ceràmiques fines d'importació.

## El taller metal·lúrgic
Les moltes proves arqueològiques com la localització d'estructures de combustió i la documentació d'escòries i rebuigs de metalls, juntament amb una gran quantitat d'objectes de ferro i bronze, permeten afirmar que l'establiment iberoromà del Camp de les Lloses disposava d'un taller metal·lúrgic de caràcter artesanal dedicat a la fosa i posterior manufactura d'objectes de bronze i ferro. Aquesta fabricació de petits utensilis (claus i aplics) de coure i els seus aliatges es realitza a partir del reciclatge d'objectes de bronze en desús de caràcter ornamental i de factura itàlica.

## Conclusions
Com a conclusions, la visió de conjunt que ofereix la cultura material porta a considerar un espectre cronològic ben delimitat, tant a partir de les proves numismàtiques, com de les dels vasos i contenidors ceràmics. Mentre que el nombrós numerari recuperat portaria a considerar un terme post quem de darrer terç del segle ii aC, el material ceràmic d'importació sembla circumscriure aquesta cronologia a les darreries de la centúria, més aviat a un període emmarcable entre el 120-80 aC per als edificis A i B. Això no obstant, l'ocupació del Camp de les Lloses no acaba amb l'abandó precipitat dels edificis A i B. L'edifici C presentaria una cronologia d'ocupació de 40 aC-25 dC aproximadament.